# 赤と黒 (1954年の映画)
『赤と黒』（あかとくろ、Le Rouge et le Noir）は、1954年のフランス・イタリアのドラマ映画。監督はクロード・オータン＝ララ、出演はジェラール・フィリップとダニエル・ダリューなど。原作はスタンダールの同名長編小説。
尺の異なる複数の版が存在する。1954年に日本で初めて公開されたのは144分の短縮版だったが、2009年に主演のジェラール・フィリップの没後50周年を記念して、オリジナル（185分）に未公開シーン7分を加えた完全版（192分）が制作され、デジタルリマスターされたものが公開された。

## キャスト
- ジュリアン・ソレル: ジェラール・フィリップ - ナポレオンに憧れる野心家の青年。
- ルイーズ・レナール: ダニエル・ダリュー - 町長夫人。ジュリアンと愛し合う。
- マチルド・ラ・モール: アントネッラ・ルアルディ（イタリア語版） - 侯爵家令嬢。
- ラ・モール侯爵: ジャン・メルキュール（フランス語版） - マチルドの父。ジュリアンを秘書にする。
- レナール氏: ジャン・マルティネッリ（フランス語版） - ベリエールの町長。ルイーズの夫。
- ピラール神父: アントワーヌ・バルペトレ（フランス語版） - ブザンソンの神学校長。
- エリザ: アンナ・マリア・サンドリ（イタリア語版） - レナール家の小間使。ジュリアンに想いを寄せる。
- シェラン神父: アンドレ・ブリュノ（フランス語版） - ジュリアンの師。ピラール神父とは30年来の親友。

## 日本語吹替
| 役名           | 俳優                   | 日本語吹替    | 日本語吹替    |
| 役名           | 俳優                   | フジテレビ版1 | フジテレビ版2 |
| -------------- | ---------------------- | ------------- | ------------- |
| ジュリアン     | ジェラール・フィリップ | 愛川欽也      | 堀勝之祐      |
| ルイーズ       | ダニエル・ダリュー     | 藤野節子      |               |
| ラ・モール侯爵 | ジャン・メルキュール   | 横森久        |               |

- フジテレビ版1：初回放送1964年5月25日（前編）、28日（後編）『テレビ名画座』15:00-16:45
- フジテレビ版2：初回放送1972年10月8日『サンデー洋画劇場』12:00-13:40